# Élisabeth d'Anhalt-Zerbst
Élisabeth d'Anhalt-Zerbst (15 septembre 1563 - 8 novembre 1607) est une princesse d'Anhalt de naissance et électrice de Brandebourg par le mariage.

## Biographie
Élisabeth est la fille de Joachim Ernest, prince d'Anhalt (1536-1585), de son premier mariage avec Agnès de Barby (1540-1569), fille du comte Wolfgang Ier de Barby.
Le 6 octobre 1577 elle épouse Jean II Georges de Brandebourg (1525-1598), à Letzlingen. Son mari est près de 40 ans plus âgé qu'elle. Élisabeth est sa troisième épouse, et a 16 ans de moins que son beau-fils Joachim Frédéric. Le mariage est célébré sans beaucoup de festivités, et Élisabeth reçoit une promesse de 400 florins par an pour son douaire. Élisabeth apporte en dot 15 000 thalers et reçoit la ville de Crossen, y compris le Palais, ainsi que dans le district et la ville de Züllichau et la seigneurie de Bobrowice (allemand : Bobersberg).
Élisabeth prend les leçons de l'érudit Leonhard Thurneysser. Après la mort de son mari, elle prend sa retraite avec ses petits enfants, au palais Crossen. Elle est enterrée dans la crypte de la maison des Hohenzollern dans le Berliner Dom.

## Descendance
Elle a 11 enfants de son mariage avec Jean Georges de Brandebourg :
1. Christian Ier (30 janvier 1581 – 30 mai 1655), margrave de Brandebourg-Bayreuth ;
2. Madeleine de Brandebourg (7 janvier 1582 – 4 mai 1616), épouse en 1598 le landgrave Louis V de Hesse-Darmstadt ;
3. Joachim-Ernest (22 juin 1583 – 7 mars 1625), margrave de Brandebourg-Ansbach ;
4. Agnès de Brandebourg (1584-1629) (17 juillet 1584 – 26 mars 1629), épouse en 1604 le duc Philippe-Julius de Poméranie, puis en 1628 le prince François-Charles de Saxe-Lauenbourg ;
5. Frédéric IX de Brandebourg (22 mars 1588 – 19 mai 1611) ;
6. Élisabeth-Sophie de Brandebourg (1589-1629) (de) (4 juillet 1589 – 24 décembre 1629), épouse en 1613 le prince Janusz Radziwiłł, puis en 1628 le duc Jules-Henri de Saxe-Lauenbourg ;
7. Dorothée-Sibylle de Brandebourg (19 octobre 1590 – 9 mars 1625), épouse en 1610 le duc Jean-Christian de Brzeg ;
8. Georges-Albert II de Brandebourg (20 novembre 1591 – 29 novembre 1615) ;
9. Sigismond (1592-1640) ;
10. Jean (1597-1627) ;
11. Jean-Georges (1598–1637) ;